# Агеєв Юрій Миколайович
Юрій Миколайович Агеєв (нар. 15 вересня 1930, Миколаїв, Україна) — радянський і український культурний і державний діяч, член Національної спілки журналістів України, заслужений працівник культури України, лауреат Миколаївської обласної премії імені Миколи Аркаса.

## Біографія
Народився 15 вересня 1930 року у місті Миколаєві. Закінчив Вишневецьку середню школу в Тернопільскій області, у 1954 році — з відзнакою Кременецький педагогічний інститут, в якому розпочав трудову діяльність викладачем літератури філологічного факультету.
В 1957 році повернувся до Миколаєва, де 44 роки пропрацював в організаціях, які мають безпосереднє відношення до сфери культури Миколаївщини: старшим інспектором і начальником обласного управління культури, інструктором та завідуючим відділом пропаганди і агітації обкому комуністичної партії України, кореспондентом та завідуючим відділу пропаганди. З 1962 року — відділом культури обласної газети «Південна правда».
Тривалий час очолював правління Миколаївського обласного відділення Українського фонду культури, був членом редакційної колегії обласної «Книги пам'яті України», редакційної колегії книги «Реабілітовані історією» і членом обласного відділення Українського фонду миру.
З 1960 року член Національної спілки художників України.
За ініціативи та безпосередньої участі Агеєва на Миколаївщині у 1960-ті роки було збудовано і обладнано понад 400 палаців і будинків культури, районних та міськиї кінотеатрів, новий Миколаївський зоопарк, обласна бібліотека імені Олексія Гмирьова, Будинок художників. Створені нові обласні організації Національних спілок художників та письменників України.
За сприянням Агеєва було відкрито Миколаївську філію Київського національного університету культури і мистецтв, музей суднобудування та флоту і музей підпільно-партизанського руху на Миколаївщині.
У 1994 році за успіхи в розвитку народної творчості та просвітницьку діяльність був удостоєний Миколаївської обласної премії імені Миколи Аркаса. З того ж року є членом правління обласного відділення Українського фонду культури.

## Нагороди
- Орден «Знак пошани»;
- Почесний знак «За подвижництво в культурі»;
- Почесна грамота та подяка Міністерства культури УРСР;
- Почесна грамота та подяка правління Національної спілки журналістів України;
- Звання Заслужений працівник культури України;
- Лауреат обласної премії імені Миколи Аркаса.